# Aley
Aley est une bourgade libanaise du Mont Liban, près de Bhamdoun. Elle est le chef-lieu du caza d'Aley. La ville se situe à 17 km de Beyrouth, à l'Ouest de Bhamdoun et tout près du village de Souk El Gharb.

## Situation démographique
Les habitants originaires d'Aley sont majoritairement druzes. Une importante minorité chrétienne se repartit entre melchites, orthodoxes, et maronites. Beaucoup d'étrangers, particulièrement des ressortissants des pays arabes du Golfe Persique y possèdent des résidences secondaires où ils passent leurs étés, échappant ainsi à la chaleur et à l'humidité de la Péninsule Arabique.

## Étymologie
Le nom d’« Aley » proviendrait du syriaque ou de l'araméen, et signifierait « emplacement élevé », se référant à la haute altitude de la ville. En arabe, "aley" signifie "sur" (comme dans صلى الله عليه و سلم ou dans "Salam aley koum").

## Histoire
Aley s'est développée avec la construction du chemin de fer entre 1892 et 1895 permettant la liaison ferroviaire entre Aley et Beyrouth, mais aussi Aley et Damas. Le chemin de fer a fourni aux Beyrouthins un accès facile à Aley et à ses montagnes environnantes, faisant de Aley une destination populaire favorite pour passer les mois d'été et pour apprécier son climat agréable. La ville fut pendant un moment la capitale estivale des gouverneurs Ottomans du Mont-Liban. En 2001, la municipalité d'Aley a commencé à rénover le centre-ville, particulièrement son souk historique, et la ville a rapidement repris son rôle de centre touristique au Liban.

## Tourisme
Aley est une destination touristique majeure au Liban et au Moyen-Orient. Son emplacement stratégique et son climat en font un lieu privilégié pour faire des emplettes et prendre un repas copieux, particulièrement pour les Arabes fortunés des pays du Golfe. C’est une station balnéaire avec un nombre croissant de touristes et de visiteurs et une économie florissante dans le Mont-Liban. Aley a repris son lustre d'antan et son titre de « princesse des stations estivales ».
Le « Souk d’Aley » est un boulevard relativement long garni de palmiers. À l'est du boulevard, on peut admirer l’architecture ancienne des vieilles maisons en pierre avec des toits rouges, tandis qu'à l'ouest, on peut profiter des nombreux café-trottoirs, restaurants avec terrasse, et night clubs qui font d'Aley un des villages le plus dynamiques du Mont-Liban.
Une dizaine de magasins d’antiquités et de boutiques de détail bordent la rue qui constitue le cœur historique de la ville. Aley est également célèbre pour son casino.

## Relations internationales

### Jumelage
La ville de Aley est jumelée avec:
- Troy (Michigan), États-Unis

## Personnalités
- May El-Khalil (née en 1955), fondatrice du marathon de Beyrouth
- Joseph Naggear (1908-2006), homme politique libanais y est né
- Cesar Abi Khalil, homme politique libanais y est né en 1971
- Edmond Safra (1932-1999), banquier y est né.